# Revărsarea (film)
Revărsarea (în mongolă Үер, transliterat: Üyer, în rusă Наводнение, transliterat: Navodnenie) este un film istoric și de război mongol din 1966, realizat în limba mongolă de Dejidiin Jigjid după un scenariu inspirat din luptele purtate de revoluționarii comuniști pentru instaurarea puterii comuniste în Mongolia, sub influența Revoluției Bolșevice din Rusia. Rolurile principale au fost interpretate de Cimidiin Dolgorsüren⁠(mn)[traduceți], Nikolai Kriucikov⁠(en)[traduceți], Sanghijavîn Ghenden⁠(mn)[traduceți] și Banzarîn Damceaa⁠(mn)[traduceți].
Filmul, care este structurat în două planuri temporale: un plan prezent și un plan trecut (prezentat în flashback), relatează povestea prieteniei dintre luntrașul rus Mihail și păstorul mongol Bold, care au trăit la granița dintre Mongolia și Rusia și au luptat pentru victoria Revoluției Mongole din 1921, contribuind astfel la apariția primului stat comunist din istoria omenirii: Republica Populară Mongolă.

## Rezumat
O ziaristă mongolă îi ia un interviu în prezent bătrânei Țevelmaa, cerându-i să vorbească despre familia sa și despre evenimentele petrecute în timpul Revoluției Mongole din 1921. Bătrâna, care se scuză de unele lipsuri ale memoriei sale, datorate vremurilor grele pe care le-a trăit, relatează o serie de întâmplări care au avut loc cu mulți ani în urmă, atunci când soțul ei, Bold, a colaborat, împreună cu barcagiul rus Mihail, la traversarea de militari și de armament peste râul de frontieră dintre Rusia și Mongolia.
Mongolia se afla în perioada de început a anilor 1920 sub stăpânirea unor conducători feudali, dar efectele Revoluției Bolșevice din Rusia începeau să se simtă și aici. Detașamente rusești ale Armatei Albe, comandate de atamanul Grigori Semionov al cazacilor de la Baikal și de generalul baron Roman Ungern von Sternberg, agenți ai Japoniei imperialiste, pătrunseseră aici în 1920 sub pretextul „apărării Mongoliei” de revoluționarii bolșevici. Un regim de teroare s-a instaurat în această țară, aflată în plin proces de eliberare de sub ocupația Chinei.
Bătrânul păstor mongol Bold, care trăia pe malul unui râu de la frontiera mongolo-rusă, l-a cunoscut pe luntrașul rus Mihail în zilele de început ale Revoluției Mongole. Într-una din zile sosește în sat un detașament al Armatei Albe comandat de colonelul Romanovski și îl caută pe Mihail, iar Bold, care știa că luntrașul se îndeletnicea uneori cu contrabanda, crede că soldații erau interesați de mărfuri aduse din Rusia și le arată casa acestuia. Soldații pătrund în casă cu intenția de a-l aresta pe Mihail, pentru a-l interoga ulterior, și, în încăierarea care are loc, o ucid pe soția acestuia, Nastia. Cei doi bărbați discută între ei, după înmormântarea femeii, și se împrietenesc. Cu acest prilej, luntrașul rus îi dezvăluie prietenului său că într-o noapte a transportat peste graniță militari înarmați ai Armatei Roșii și bănuiește că vreun martor i-a informat pe soldații Armatei Albe.
Un partizan mongol solicită a doua zi ajutorul lui Bold pentru transportarea unui nou grup de militari sovietici, care urmau să se alăture Armatei Poporului Mongol (aflate sub comanda lui Damdin Sükhbaatar), dar Bold îl refuză, temându-se că soldații Armatei Albe îl vor ucide. Cu toate acestea, păstorul se răzgândește și îi transportă în aceeași noapte pe sovietici peste râu. Această informație circulă pe la mai multe persoane și ajunge apoi la păstorul Molom, care-l anunță pe colonelul Romanovski. Ca urmare, Bold este arestat a doua zi și dus la închisoarea din oraș, unde este bătut crunt. Bătrânul păstor cunoaște acolo câțiva militari sovietici, care sunt scoși apoi în pădure și împușcați, și este martor al mai multor acte de cruzime săvârșite de forțele contrarevoluționare. Din acest motiv, după eliberarea sa din închisoare, Bold trece de partea sovieticilor și, însuflețit de credința sa în triumful Revoluției Bolșevice, ia parte împreună cu Mihail la luptele grele împotriva bandelor rătăcitoare de militari ai Armatei Albe.
Păstorul salvează viața militarului sovietic Kazakov, care evadase de sub escorta Armatei Albe, și transportă de peste râu, împreună cu Mihail, armament greu destinat partizanilor mongoli. Această acțiune este observată de un lama, care-l anunță pe marele lama și pe colonelul Romanovski. Un detașament al Armatei Albe pornește pe urmele insurgenților și îl interoghează pe Bold pentru a afla în ce direcție s-au îndreptat partizanii, dar acesta refuză să răspundă și este ucis de colonelul Romanovski. Cele două forțe inamice se confruntă apoi în mijlocul unei păduri, iar partizanii mongoli, ajutați de sovietici (printre care se numără și Kazakov), nimicesc micul detașament contrarevoluționar rus. Mai târziu, forțelor contrarevoluționare le vin întăriri, iar luptele se întețesc. Mihail sosește în grabă la iurta lui Bold, îi ia de acolo pe soția acestuia, Țevelmaa, și pe fiul lor, Mamjîl, precum și pe propriul său fiu, Sașa, și încearcă să-i treacă râul cu barca în Rusia. În timpul traversării, un ofițer al Armatei Albe îl observă și îl împușcă mortal. Barca ajunge totuși pe malul celălalt, iar Țevelmaa și cei doi copii se refugiază acolo.
Femeia i-a crescut apoi pe cei doi copii, care au ajuns azi oameni la casele lor și aveau la rândul lor copii. Prietenia între familiile păstorului mongol Bold și luntrașului rus Mihail este continuată ulterior de urmașii lor. Relatarea bătrânei Țevelmaa se oprește aici. Cei doi copii, Mamjîl și Sașa, vin să o viziteze pe femeia care i-a crescut aproape de una singură și sunt prinși cu toții într-o fotografie de familie.

## Distribuție
- Cimidiin Dolgorsüren⁠(mn)[traduceți] — Țevelmaa, soția păstorului Bold[1][11]
- Nikolai Kriucikov⁠(en)[traduceți] — Mihail, luntraș rus[1][8][9][11]
- Sanghijavîn Ghenden⁠(mn)[traduceți] — Bold, păstor mongol bătrân[1][8][9][11]
- Banzarîn Damceaa⁠(mn)[traduceți] — Molom, păstor mongol tânăr, colaborator al forțelor contrarevoluționare[1][8][9][11]
- S. Iamaahai[8][9][11]
- L. Frolov[9][11]
- Neamîn Daghiiranz — partizan mongol[11]
- Ci. Baatar[11]
- A.M. Ogloblea[11]
- Gombojavîn Gombosüren⁠(mn)[traduceți] — nobil mongol, colaborator al forțelor contrarevoluționare[11]
- Samdanghiin Țerendaș — marele lama mongol, colaborator al forțelor contrarevoluționare[11]
- Țerendulamîn Radnaa[11]
- L.P. Koneva — Nastia, soția lui Mihail[11]
- Dejidiin Mahbal[11]
- Iu.I. Diudeaev — colonelul Romanovski, comandantul unui detașament al Armatei Albe[11][12]
- L.F. Los — Kazakov, militarul sovietic evadat din închisoare și ajutat de Țevelmaa[11][12]
- N.G. Șcerbak — Petrov, militarul sovietic evadat din închisoare și trădat de Molom[11]
- Jambalîn Zanabazar — Mamjîl, fiul lui Bold la maturitate (nemenționat)[11]

### Dublaj de voce (în limba rusă)
- Nikolai Grabbe — Bold[11]
- Mihail Gluzski — Molom[11]

## Producție
Filmul a fost produs de studioul cinematografic Mongolkino⁠(ru)[traduceți] (în mongolă Монгол кино үйлдвэр, transliterat: Mongol kino üildver) și a fost regizat de Dejidiin Jigjid⁠(ru)[traduceți] după un scenariu scris de Sonomîn Udval⁠(mn)[traduceți] și Dolgorîn Dojoodorj. Titlul ales al filmului, „Revărsarea”, este o metaforă care descrie „revoluția populară antiimperialistă și antifeudală”, care a fost organizată în anul 1921 sub conducerea Partidului Poporului Mongol și a dus la sfârșitul ocupației chineze a Mongoliei și la răsturnarea regimului feudal al Hanatului Bogd.
Filmările au fost realizate pe peliculă alb-negru sub coordonarea directorului de imagine Magsarîn Düinher. Rolurile principale au fost interpretate de Cimidiin Dolgorsüren⁠(mn)[traduceți], Nikolai Kriucikov⁠(en)[traduceți], Sanghijavîn Ghenden⁠(mn)[traduceți] și Banzarîn Damceaa⁠(mn)[traduceți]. Decorurile au fost proiectate de Ocirîn Meagmar, sunetul a fost înregistrat de Lamjavîn Naidan, iar muzica a fost compusă de compozitorul mongol Luvsanjambîn Mördorj⁠(en)[traduceți]. Montajul peliculei a fost realizat de Jamba Norolhoo, G. Otgon-Aiuüș și R. Oiuüșncimet. Durata filmului este de 71 de minute.

## Recepție

### Lansare
Revărsarea a fost lansat în anul 1966 în Mongolia și a fost vizionat apoi în perioada 5–20 iulie 1967, în cadrul competiției, la ediția a V-a a Festivalului Internațional de Film de la Moscova, dar nu a câștigat niciun premiu. Acest film, dublat în limba rusă în 1968 la Studioul „M. Gorki” din Moscova, a avut premiera în cinematografele din Uniunea Sovietică la 8 iulie 1968 și a fost difuzat pentru prima oară de postul sovietic de televiziune la 11 iulie 1970. În scopul promovării culturii mongole, autoritățile Republicii Populare Mongole au organizat lansări ale filmului în unele țări socialiste precum Republica Democrată Germană (premieră cinematografică pe 9 iulie 1971 și premieră TV pe 10 iulie 1972 la DFF 2), Republica Socialistă România (26 aprilie 1976) și Republica Populară Ungară (17 februarie 1977).
Premiera filmului în România a avut loc în 26 aprilie 1976; filmul a rulat în perioada următoare în unele cinematografe bucureștene precum Timpuri Noi (aprilie–mai 1976), Cosmos (mai 1976), Crîngași (mai 1976) ș.a., dar și în unele cinematografe din alte orașe (de exemplu, la Sibiu, Iași, Fălticeni, Reșița, Rădăuți, Câmpulung Moldovenesc, Pașcani, Târgu Mureș, Vatra Dornei, Miercurea Ciuc, Reghin, Suceava, Odorheiu Secuiesc și Gheorgheni, Sighișoara, Sărmașu, Iernut, Miercurea Nirajului, Craiova și Timișoara), inclusiv până în ianuarie 1980. O vizionare a filmului Revărsarea a mai avut loc în seara de miercuri 15 iulie 1981 la cinematograful „Studio” din București, în cadrul Galei filmului din Republica Populară Mongolă, care a fost organizată cu prilejul celei de-a 60-a aniversări a Revoluției Populare Mongole în prezența lui Țagaanlamyn Dughersuren, ambasadorul R. P. Mongole la București, a unor membri ai ambasadei, a unor diplomați străini și a unor oameni politici și de cultură din România (printre care Emilia Sonea, adjunct de șef de secție la C.C. al P.C.R., Ion Găleteanu, secretar de stat la Consiliul Culturii și Educației Socialiste, și Marin Pîrîianu, directorul Arhivei naționale de filme).

### Aprecieri critice
Potrivit opiniei criticilor de film, Revărsarea este atât un film istoric, prin prezentarea trecutului și a unui moment crucial din evoluția istorică a unui popor, cât și un film politic, prin accentul pus pe mecanismul de schimbare a puterii politice într-un teritoriu disputat de mai multe forțe. Criticii de film români care au scris recenzii în presa contemporană din perioada regimului comunist au menționat calitățile artistice ale acestui film mongol: astfel, Neculai Constantin Munteanu a evidențiat în anul 1976 în revista Cinema că „asprimea luptelor, curajul, spiritul de sacrificiu și mai ales credința în triumful cauzei revoluționare dau un sens adînc acestei prietenii dintre doi bărbați” și a adăugat că „scenele de luptă, numeroase, sînt fotografiate cu un anume patetism, caracteristic cinematografiilor tinere”, iar Oana Popeia a subliniat că „structurat pe un lung flashback, realizat mai ales prin expresive prim-planuri și planuri-detaliu, filmul păstrează constant un ton sobru și echilibrat, adecvat necesităților dramatice ale subiectului”.
Enciclopedia cinematografică germană Lexikon des internationalen Films descrie astfel acest film: „Un mongol și un luntraș rus, prieteni de 20 de ani, îi ajută pe revoluționarii ruși și mongoli în timpul Războiului Civil. Ambii devin victime ale alb-gardiștilor. Un film revoluționar narat simplu, cu o descriere realistă a mediului social-istoric și cu actori excelenți.”.